# 한국기업평가
한국기업평가 주식회사는 서울특별시 영등포구에 본사를 둔 신용평가 기업이다.

## 같이 보기
- 피치 그룹